# David Barrera
Pas d'image ? Cliquez ici

a Compétitions nationales et continentales officielles uniquement.

b Matchs officiels uniquement.
Dernière mise à jour le 18/06/2024.
David Barrera, né le 5 juillet 1989, est un joueur anglo-espagnol de rugby à XV qui évolue au poste de deuxième ligne.

## Biographie
David Barrera naît à Séville au sein d'une famille anglo-espagnole. Il commence le rugby à 12 ans dans sa ville natale, au sein du Ciencias RC. En 2007, il rejoint le centre de formation du Stade montois, avec qui il remporte la Coupe René-Crabos. Il reste cinq ans au centre de formation, mais ne peut passer professionnel au sein du club. Dans le même temps, il débute en équipe d'Espagne avec une première sélection en 2010 face au Canada, qui attendra 2012 pour être suivie par des sélections plus régulières.
Après sa formation à Mont-de-Marsan, il signe au Stade langonnais en Fédérale 1, tout en poursuivant ses études à Bordeaux. Il y réalise « une saison sans trop de gloire », mais décroche ses diplômes. Il peut ainsi être entraîneur de rugby (jusqu'en Fédérale 1) ou être préparateur physique. À la suite de cela en 2013, il décide de se concentrer sur le rugby à temps plein, et rejoint le RAC angérien, toujours en Fédérale 1. Lors de l'intersaison 2014, il part en Nouvelle-Zélande rejoindre son équipier Tim Alligier au sein du Glenfield RUSC (en).
Après son passage en Nouvelle-Zélande, il revient en France et signe en faveur du RC Tricastin, avant de rejoindre en 2015 le RC Vannes. Avec les bretons, il obtient la promotion en Pro D2, et découvre ce niveau l'année suivante. Il ne jouera que 10 rencontres en Pro D2, avant de rejoindre l'US bressane, où il remporte de nouveau l'accession à la Pro D2. Il n'est cependant pas conservé pour la saison en Pro D2, et rejoint l'ASVEL Rugby en 2018. En 2020, il est conservé à l'ASVEL qui devient le Stade métropolitain.

## Carrière

### En club
- 2012-2013 :  Stade langonnais
- 2013-2014 :  RAC angérien
- 2014 :  Glenfield RUSC (en)
- 2014-2015 :  RC Tricastin
- 2015-2017 :  RC Vannes
- 2017-2018 :  US bressane
- 2018-2020 :  ASVEL Rugby
- Depuis 2020 :  Stade métropolitain

### Palmarès
- Coupe René-Crabos 2007-2008
- Barrage d'accession à la Pro D2 2015-2016, 2017-2018

## Statistiques

### En sélection
| Année | Compétition       | Matchs | Points | Essais | Transf. | Drops | Pénal. |
| ----- | ----------------- | ------ | ------ | ------ | ------- | ----- | ------ |
| 2010  | Test              | 1      | -      | -      | -       | -     | -      |
| 2012  | ENC 1A 2010-2012  | 3      | -      | -      | -       | -     | -      |
| 2012  | Test              | 1      | -      | -      | -       | -     | -      |
| 2013  | Test              | 1      | -      | -      | -       | -     | -      |
| 2014  | ENC 1A 2012-2014  | 4      | -      | -      | -       | -     | -      |
| 2015  | ENC 1A 2014-2016  | 4      | 5      | 1      | -       | -     | -      |
| 2015  | Coupe des Nations | 3      | -      | -      | -       | -     | -      |
| 2015  | Test              | 1      | -      | -      | -       | -     | -      |
| 2016  | ENC 1A 2014-2016  | 4      | -      | -      | -       | -     | -      |
| 2016  | Coupe des Nations | 2      | -      | -      | -       | -     | -      |
| 2016  | Test              | 2      | 5      | 1      | -       | -     | -      |
| 2017  | REC               | 4      | -      | -      | -       | -     | -      |
| 2017  | Test              | 2      | -      | -      | -       | -     | -      |
| 2018  | REC               | 4      | -      | -      | -       | -     | -      |
| 2018  | Test              | 1      | -      | -      | -       | -     | -      |
| 2020  | REC               | 1      | -      | -      | -       | -     | -      |
| Total | Total             | 39     | 10     | 2      | -       | -     | -      |

| Essai | Adversaire | Lieu                               | Compétition                          | Date             | Résultat | Score |
| ----- | ---------- | ---------------------------------- | ------------------------------------ | ---------------- | -------- | ----- |
| 1     | Allemagne  | Stade national complutense, Madrid | Coupe des nations de rugby à XV 2016 | 21 mars 2015     | Victoire | 48-16 |
| 1     | Tonga      | Stade national complutense, Madrid | Test match                           | 12 novembre 2016 | Défaite  | 13-28 |